# Vibeke Bild
Vibeke Bild, född 1597, död 1650, var en dansk sångtextförfattare. Hon utgav en serie sångtextböcker, bland vilka hon uppskattades ha skrivit flera av dess sånger helt eller delvis. 